# Kameragurt

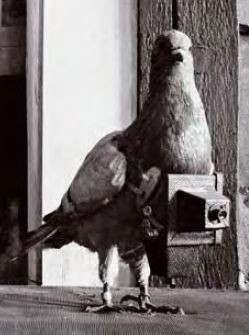
Taube mit Halsgurt

Ein Kameragurt ist ein Zubehörteil zu Foto- und Videokameras. Kameragurte gibt es in verschiedenen Ausführungen, beginnend bei einfachen Halsgurten bis hin zu erweiterbaren Kameragurtsystemen.

## Halsgurte
Digitale Spiegelreflexkameras werden üblicherweise mit einem Halsgurt geliefert, der an den Ösen an der Oberseite der Kamera befestigt wird. Der mitgelieferte Halsgurt ist in der Regel mit dem Markennamen des Kameraherstellers bestickt und einem Indiz für das Kameramodell bzw. die Modellfamilie.
Der Halsgurt wird typischerweise um den Hals gelegt, die Kamera liegt dann auf Brust oder Bauch des Benutzers. Sind größere Objektive montiert, zeigen die Objektive vom Fotografen weg und schränken die Beweglichkeit ein.
Es gibt auch Halsgurte aus dem Zubehörhandel. Diese sind oft länger, aus höherwertigem Material oder besser gepolstert.

## Kameragurte mit Stativgewinde

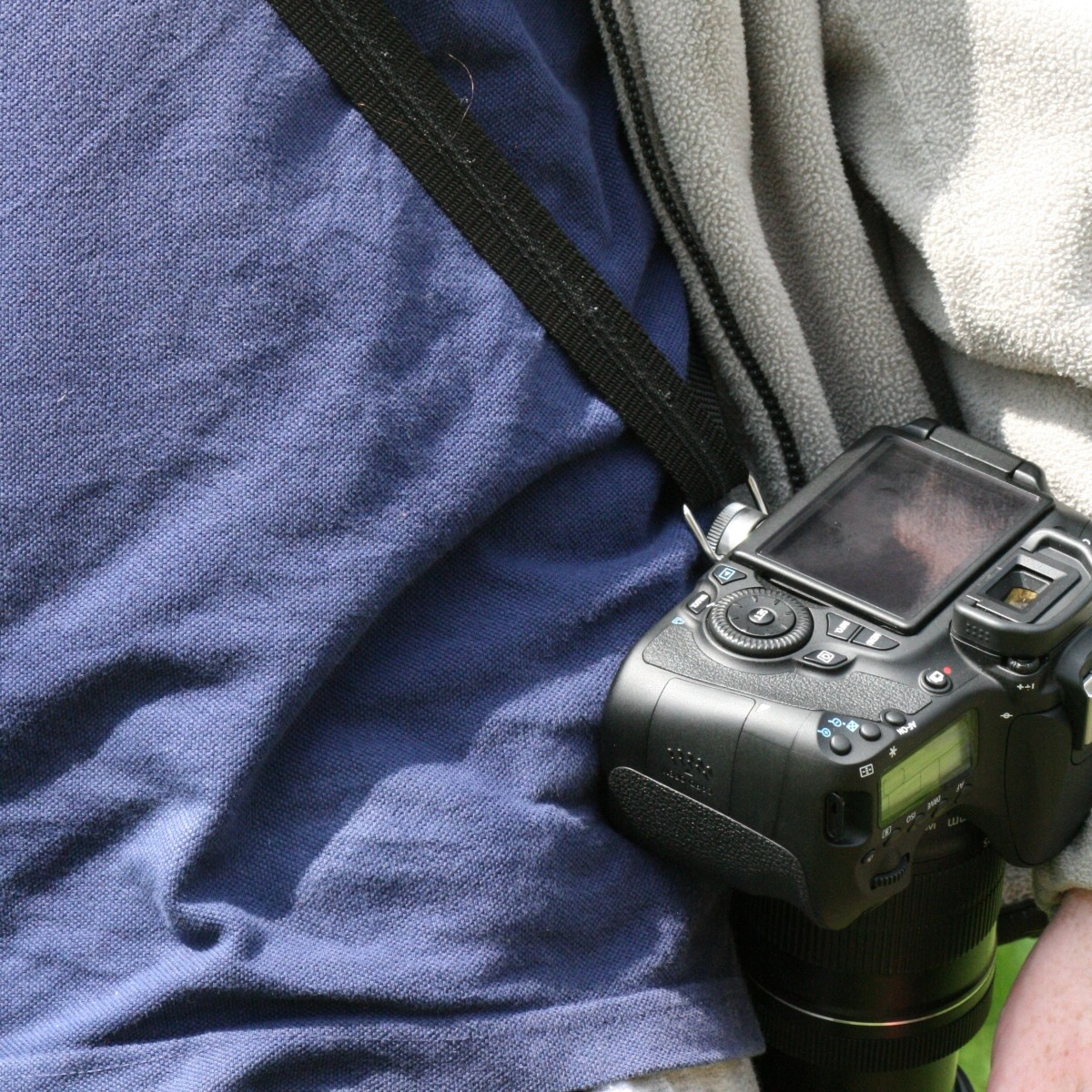
Kameragurte mit Stativgewinde

Kameragurte mit Stativgewinde werden dagegen in das Stativgewinde der Kamera oder des Objektives geschraubt. Die Oberseite der Kamera bleibt so frei von störendem Tragriemen. Die Schraube enthält einen Mechanismus, damit die Kamera sich am Gurt drehen kann. Dies kann über einen drehbaren Karabinerhaken oder ein Kugellager erfolgen.
Für Stativaufnahmen muss der Kameragurt entfernt werden. Alternativ gibt es auch zu Schnellwechselplatten kompatible Kameragurte. In dem Fall wird die Schnellwechselplatte in die Kamera geschraubt und die Schnellwechselplatte (z. B. mit einem Karabiner) mit dem Kameragurt verbunden.
Typische Materialien für den eigentlichen Gurt sind Nylon, Leder und Kunstleder. 
In den Kameragurt kann ein Stahlseil als Diebstahlschutz eingearbeitet sein.

## Kameragurtsysteme für mehrere Kameras

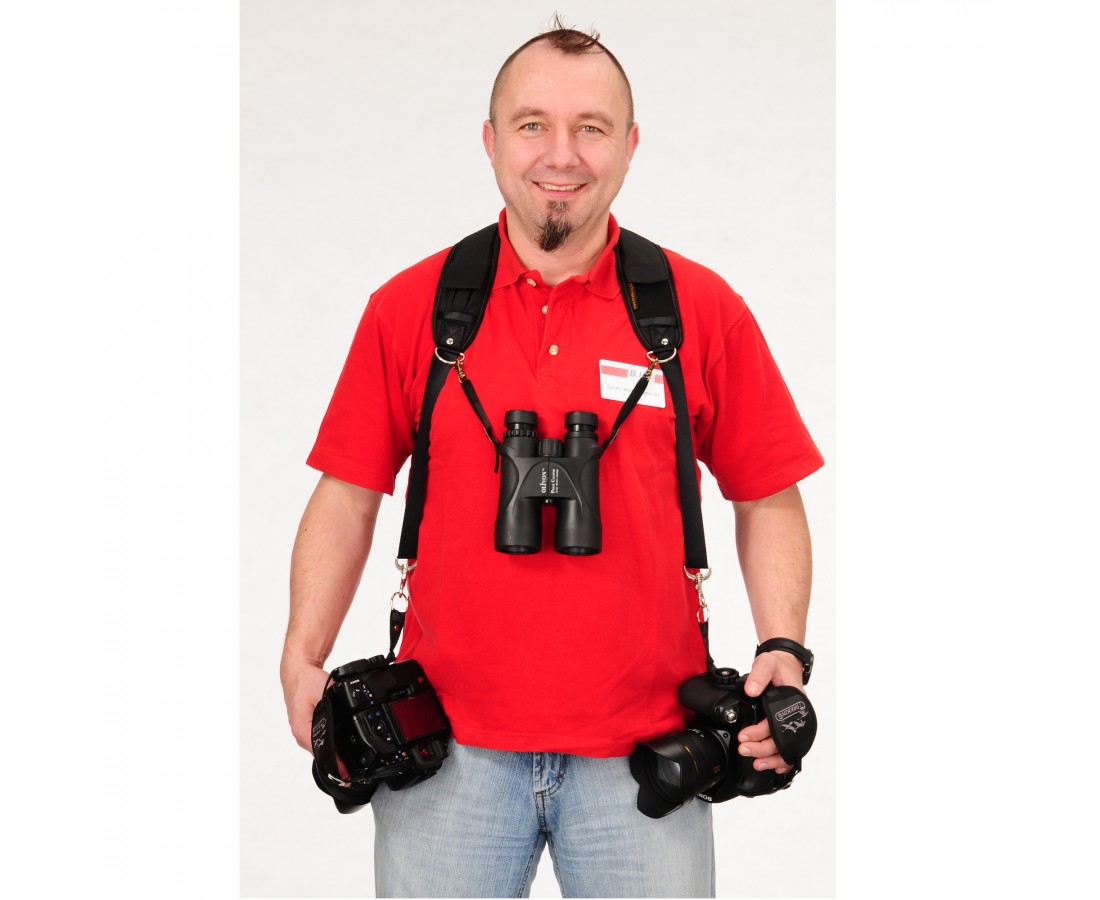
Kameragurtsystem mit zwei Kameras und einem Fernglas

Für Fotografen die mit zwei oder drei Kameras unterwegs sind, gibt es Kameragurtsysteme.
Typisch sind die Kombinationen sind:
- eine Hauptkamera (z. B. SLR) und eine Nebenkamera (z. B. eine Kompakte oder ein Camcorder)
- zwei Hauptkameras (z. B. zwei SLRs mit unterschiedlichen Objektiven)
- zwei Hauptkameras und eine Nebenkamera